# Portlandsteen

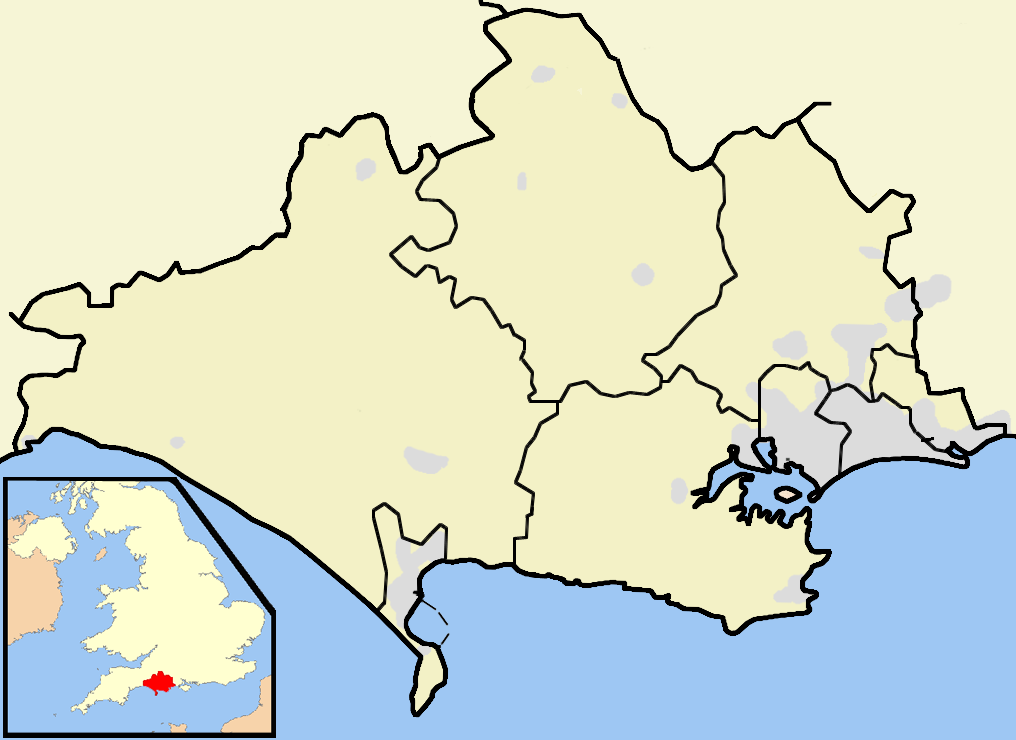
Dorset in Engeland, met onderaan het schiereiland

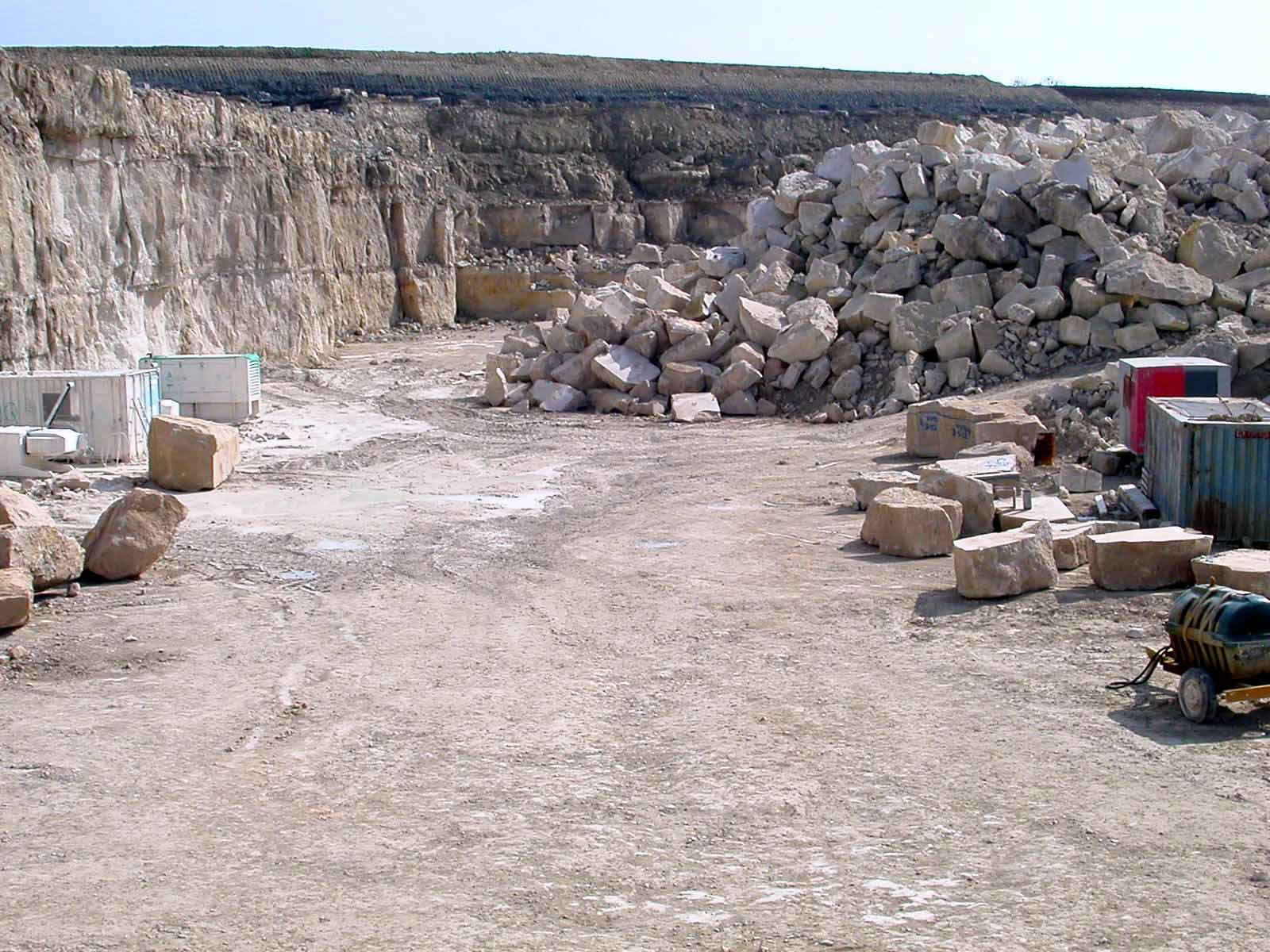
Portlandsteengroeve op het Isle of Portland

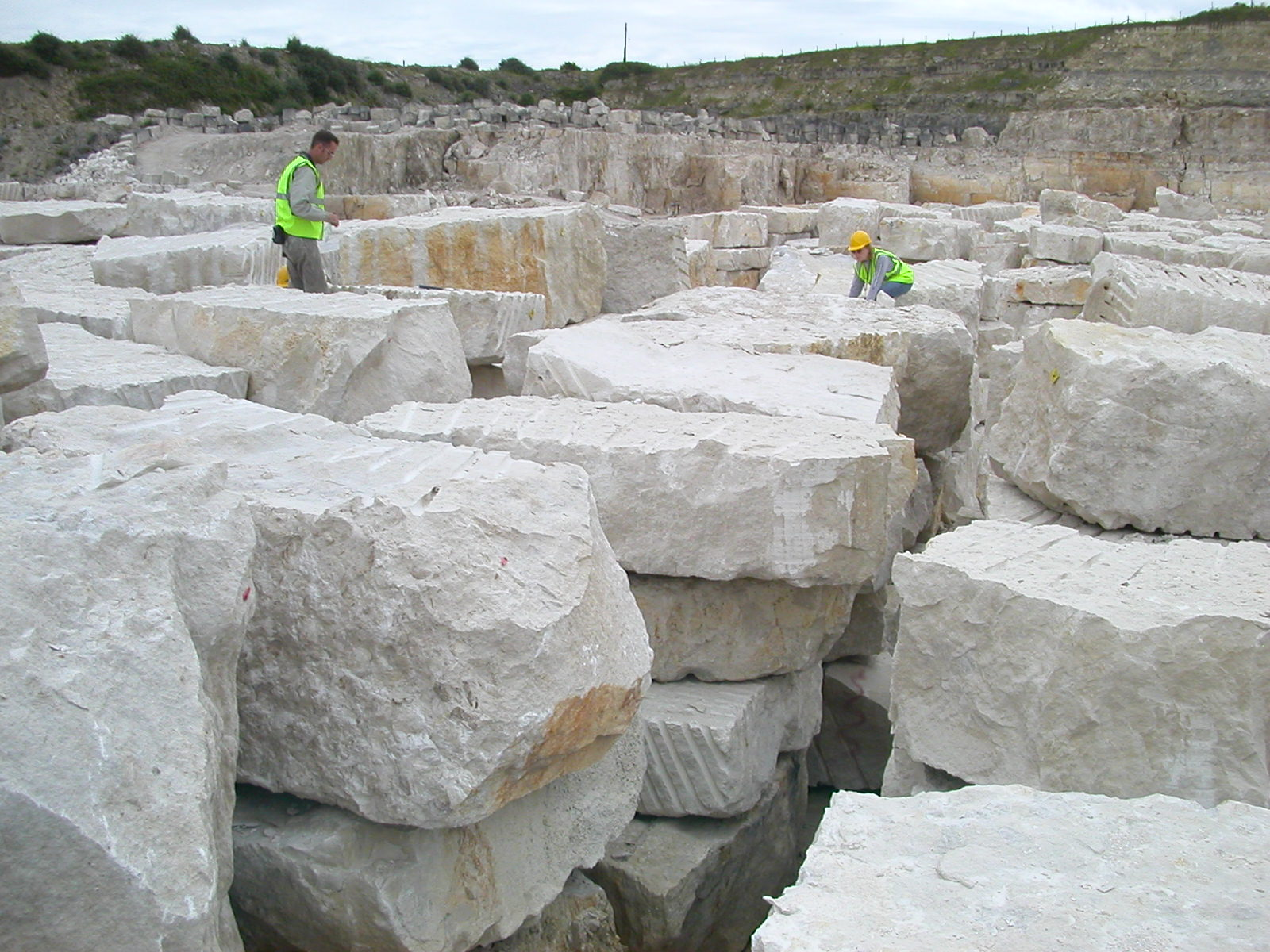
Blokken portlandsteen in de groeve

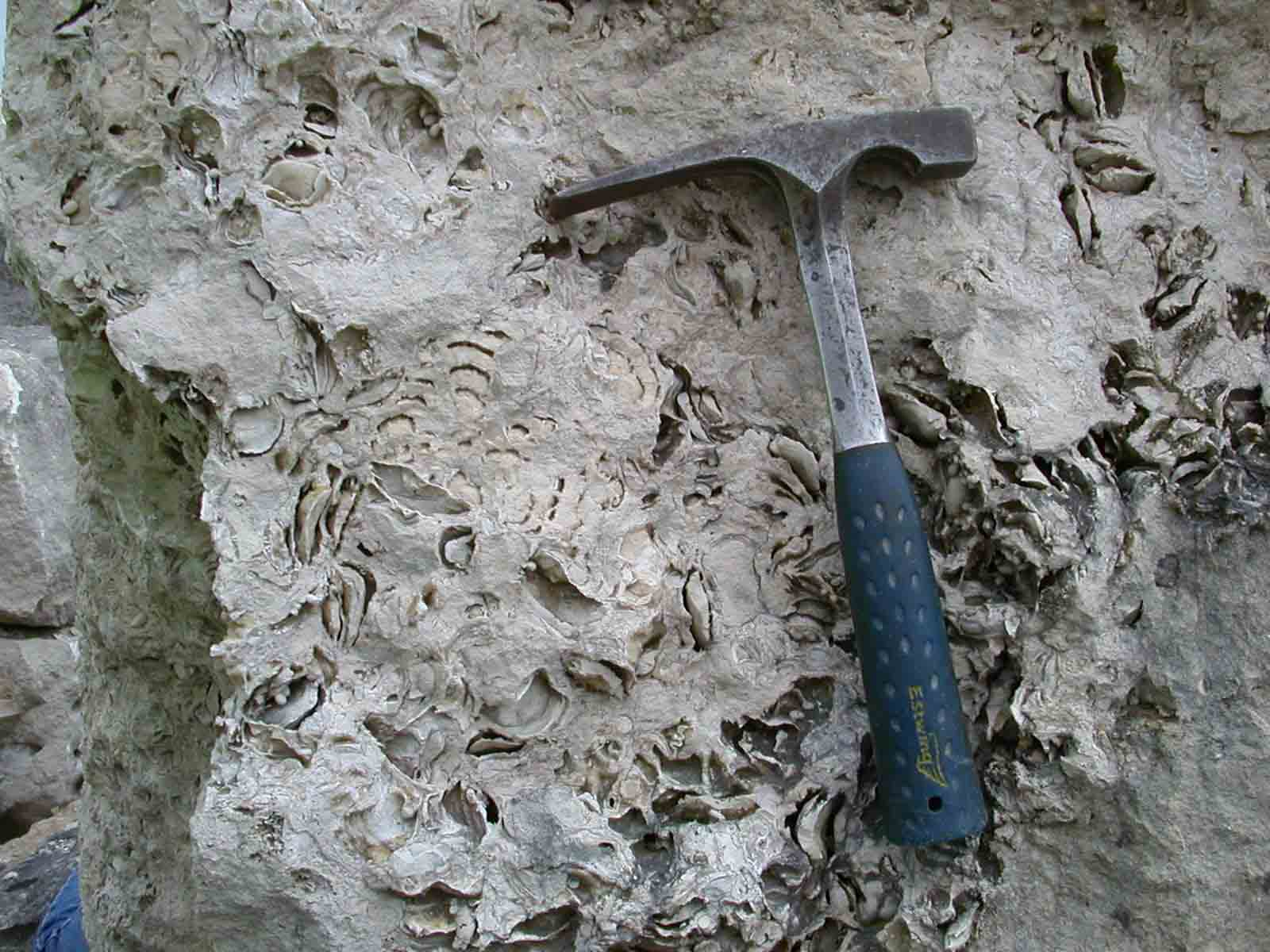
Portland Admiralty Roach uit een groeve op het Isle of Portland in Dorset

Portlandsteen is een witte zandhoudende kalksteen die in twee groeven gewonnen wordt op het schiereiland Isle of Portland in het graafschap Dorset in Engeland. De steen is afgezet in het Jura. Omdat de zeer weervaste fijne kalksteen in alle richtingen goed te bewerken is, door het ontbreken van een duidelijk groefleger, werd deze steen door Engelse steenhouwers ook wel 'freestone' genoemd.
Portlandsteen patineert, net als veel andere kalksteensoorten, wit op de regenkant en zwart aan de kant waar geen regen komt.

## Typen portlandsteen
Er zijn drie typen portlandsteen die geschikt zijn voor verwerking: roach, whitbed en basebed. Handelsnamen hiervoor kunnen verschillen; termen als perryfield en coombefield worden ook wel gebruikt. Portlandsteen wordt, afhankelijk van de variant, toegepast ten behoeve van parementblokken (roach en whitbed), profielwerk (whitbed), traceringen (whitbed) en beeldhouwwerk (whitbed en basebed).
- Portland whitbed: Een vrij open, oölitische kwaliteit, waardoor deze goed zijn vocht kwijtraakt en goed vorstbestendig is. Ook komen er veel fossielen in voor (door steenhouwers schelpen genoemd).
- Portland basebed: Basebed is dichter dan Whitbed, en bevat minder schelpen. Hij is ook iets minder vorstbestendig.
- Portland roach: Grove, open variant die zeer veel fossielen bevat, tot wel vijftig procent. Deze steen is zeer vorstbestendig. Vanwege de grove structuur is hij niet geschikt voor fijn werk, wel voor vlakke blokken en eenvoudige lijsten. Deze steen is goed bestand tegen vorst en zelfs zeewater, zodat hij bijvoorbeeld werd toegepast voor 'The Cobb', een bekende kade in Lyme Regis in Dorset. Veel portlandsteen kan de geur van zwavel en diesel afgeven, maar vooral roach geeft bij droge bewerkingen een uitgesproken geur van dieselolie.

## Technische eigenschappen
- wateropname 0,75% volume
- drukvastheid portland whitbed 72 N/mm2
- drukvastheid portland basebed 42 N/mm2
- soortelijke massa 2310 kg/m3
- vorstbestendig: ja

## Normen
Normen volgens het document 'Natuursteen bestekstermen' van de Nederlandse Rijksdienst voor het Cultureel Erfgoed
- De steen moet gelijkmatig van kleur en structuur zijn.
- Scheuren en steken en open schelplagen mogen niet voorkomen.
- Grote verkiezelingen mogen niet voorkomen.
- Het groefleger is vaak moeilijk vast te stellen en dient daarom al in de groeve gemarkeerd te worden (daar de stand van de afzettingsrichting gevolgen heeft voor het behoud en de verwering van de steen).

## Gebruik

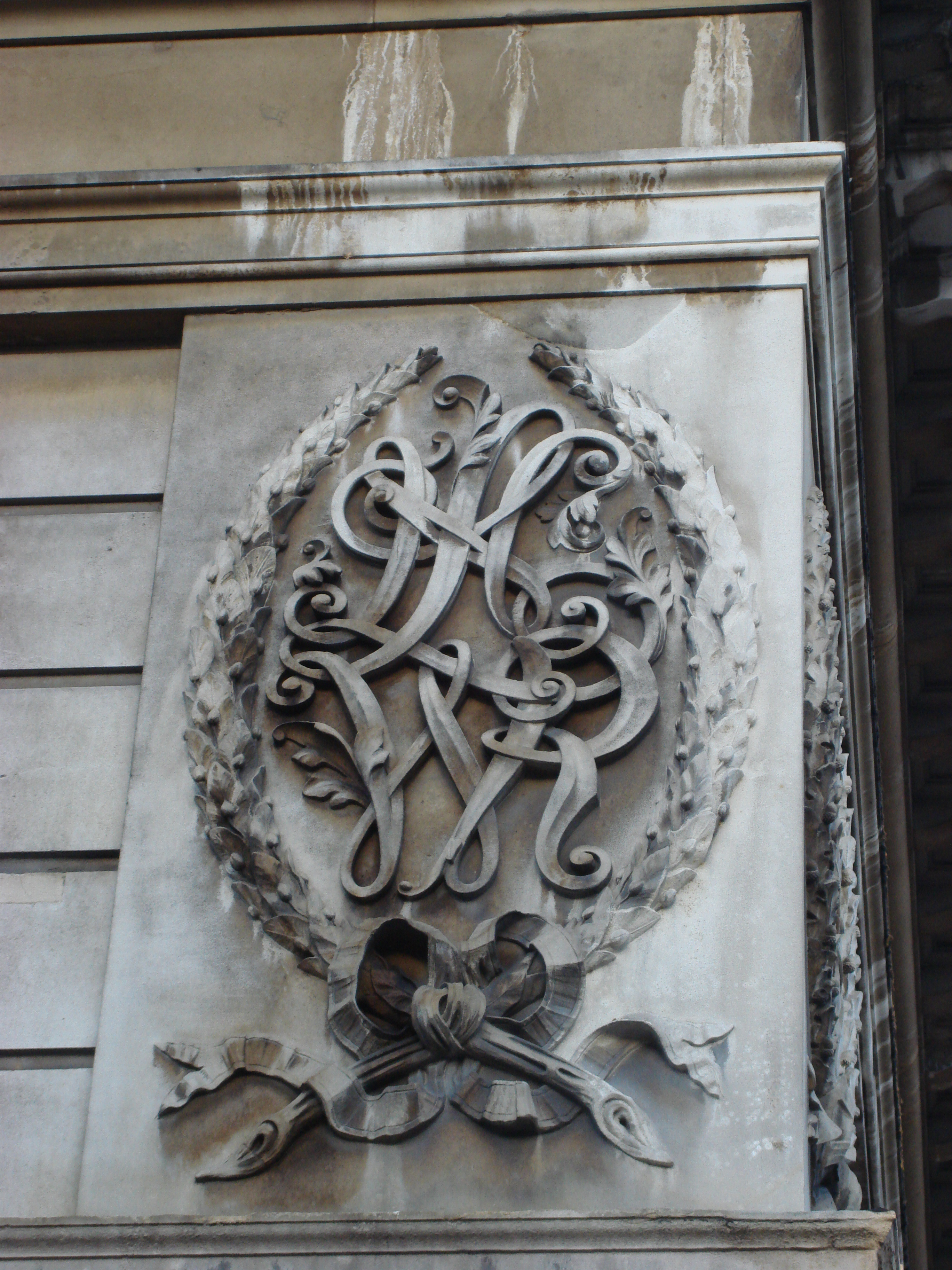
Een ornament in portlandsteen aan de buitenzijde van Euston station in Londen

Veel beroemde gebouwen zijn opgetrokken in portlandsteen, vooral in het Verenigd Koninkrijk, zoals St Paul's Cathedral, het Dominion Theatre en Buckingham Palace in Londen, maar ook in Amerika is het veel toegepast, bijvoorbeeld in het hoofdkantoor van de Verenigde Naties in New York en het Pentagon. De steensoort is tevens gebruikt voor een monument in het Verenigd Koninkrijk; het war memorial monument in Coventry.
Portlandsteen is in Nederland in het verleden niet vaak toegepast, hoewel Hendrick de Keyser en zijn schoonzoon Nicholas Stone aandelen bezaten in de portlandgroeven. De hekpijlers van het Sint-Jacobsgasthuis in Schiedam uit 1787 zijn van portlandsteen. Bij de restauratie na 1945 van de Sint-Laurenskerk in Rotterdam is veel portlandsteen gebruikt. In de jaren 2000 is bij restauraties aan de Sint-Janskathedraal in 's-Hertogenbosch veel portlandsteen whitbed verwerkt. De beelden van Hildo Krop aan het politiebureau Raampoort aan de Marnixstraat in Amsterdam, die oorspronkelijk van travertin waren, zijn vervangen door kopieën in portlandsteen (basebed). 
Op de Amerikaanse Begraafplaats Margraten is de witte portlandsteen gebruikt voor de gebouwen op het terrein. 
Portlandsteen is ook toegepast voor alle kruisen van Britse militairen op militaire begraafplaatsen van de Eerste en Tweede Wereldoorlog, maar door verwering en herhaald reinigen zijn veel van deze kruisen zo beschadigd dat de regimentstekens niet meer herkenbaar waren. Daarom werden ze na 1998 geleidelijk vervangen in andere steensoorten zoals botticino, een witte marmersoort.

## Portlandcement
In 1824 maakte Joseph Aspdin voor het eerst een hydraulisch bindmiddel door een mengsel van kalksteen en klei te branden en verkreeg zo een cement, dat wel iets weg had van Romeins cement. Hij noemde dit cement portlandcement, vanwege de gelijkenis met portlandsteen.